# 武彝巍

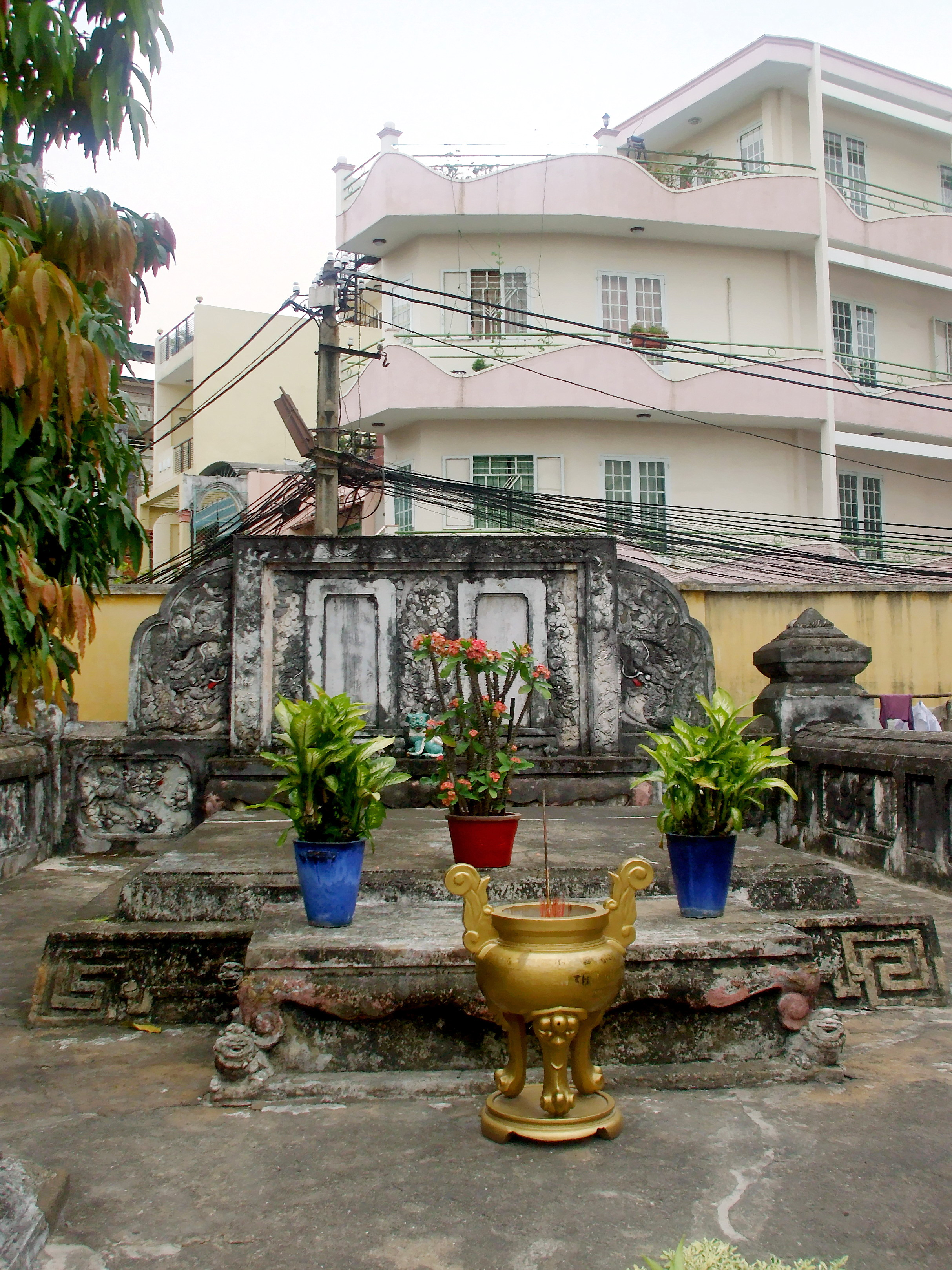
武彝巍墓

武彝巍（越南语：／，1745年—1801年）是18世纪时期越南军事人物，广南阮主麾下将领。

## 生平
武彝巍为承天富荣（今承天顺化省富荣县）人，在阮福淳在位期间管中水船。1775年跟随阮福淳逃往南方，后来逃到嘉定（今胡志明市）。阮福淳遇害后，他被阮福映授予中军该奇的官职，与水军该奇张福颖招募水兵。1782年，西山军攻嘉定，他与朱文接率水军抵抗，战败。阮福映出奔暹罗，他率军逃亡隐匿。1784年，阮福映在暹罗扶持下归国，他率军迎接。阮主和暹罗联军在沥涔吹蔑之战中战败，阮福映逃入暹罗。他得知后，偷偷前往曼谷追随。在暹罗期间，他积极造船以图谋复国。
1787年，阮福映自暹罗归国至嘉定，武彝巍与范文仁一起驻守富国岛，守卫阮主的家眷。后多次参加阮主的北伐。1801年，平定城（今平定省归仁市）被西山军包围，武彝巍跟随阮福映乘船前往救援，在施耐港与西山朝武文勇的水军交战，以火攻之。武彝巍坐船身先士卒，督兵作战，中炮而死。追赠佐命功臣、特进、上柱国、少保、郡公，谥忠肃。1802年（嘉隆元年），列祀施耐功臣庙、嘉定显忠祠。1807年，列为一等定望阁功臣。1810年，祀于中兴功臣庙。1824年（明命五年），明命帝将其附祀于世庙。1831年（明命十二年），追赠佐运功臣、特进、壮武将军、水军都统府掌府事、太保，改谥壮肃，封平江郡公（越南语：／）。